# Житомирська обласна рада
Житомирська обласна рада — представницький орган місцевого самоврядування, що представляє спільні інтереси територіальних громад сіл, селищ, міст, у межах повноважень, визначених Конституцією України, Законом України «Про місцеве самоврядування в Україні» й іншими законами, а також повноважень, переданих їм сільськими, селищними, міськими радами.
Обласна рада складається з депутатів, обирається населенням Житомирської області терміном на п'ять років. Рада обирає постійні і тимчасові комісії. Обласна рада проводить свою роботу сесійно. Сесія складається з пленарних засідань і засідань її постійних комісій.

## Попередні скликання

### VII скликання
Станом на кінець 2019 року:
     Блок Петра Порошенка (16)

     ВО «Батьківщина» (11)

     Об'єднання «Самопоміч» (6)

     Опозиційний блок (6)

     ВО «Свобода» (5)

     УКРОП (5)

     Народна партія (5)

     Позафракційні (8)

     Вакантні місця (2)